# Ramiro Blacutt
Ramiro Blacutt (La Paz, 3 januari 1944 – Santa Cruz de la Sierra, 12 augustus 2024) was een Boliviaans voetballer, die na zijn actieve loopbaan het trainersvak instapte. Hij was in totaal drie keer bondscoach van zijn vaderland Bolivia.

## Clubcarrière
Blacutt beëindigde zijn actieve loopbaan in 1974 bij de Boliviaanse club The Strongest na eerder onder meer voor Club Ferro Carril Oeste, Club Bolívar en Bayern München te hebben gespeeld. Hij speelde als aanvaller.

## Interlandcarrière
Blacutt speelde in totaal 23 interlands voor Bolivia in de periode 1963-1972, en scoorde drie keer voor zijn vaderland. Hij won in 1963 met La Verde de strijd om de Copa América in eigen land. Blacutt werd na afloop uitgeroepen tot beste speler van het toernooi.

## Trainerscarrière
Blacutt was in totaal drie keer bondscoach van het Boliviaans voetbalelftal: 1979-1981, 1991 en 2004. Als hoofdcoach leidde hij Club Bolívar bovendien tweemaal naar de landstitel: 1983 en 1988.
Blacutt overleed op 12 augustus op 80-jarige leeftijd.
| Interlands Bolivia onder leiding van Ramiro Blacutt | Interlands Bolivia onder leiding van Ramiro Blacutt | Interlands Bolivia onder leiding van Ramiro Blacutt | Interlands Bolivia onder leiding van Ramiro Blacutt | Interlands Bolivia onder leiding van Ramiro Blacutt | Interlands Bolivia onder leiding van Ramiro Blacutt |
| №                                                   | Datum                                               | Wedstrijd                                           | Uitslag                                             | Competitie                                          |                                                     |
| --------------------------------------------------- | --------------------------------------------------- | --------------------------------------------------- | --------------------------------------------------- | --------------------------------------------------- | --------------------------------------------------- |
| 1                                                   | 10.07.1979                                          | Bolivia – Paraguay                                  | 3 – 1                                               | Copa Paz del Chaco                                  |                                                     |
| 2                                                   | 12.07.1979                                          | Bolivia – Paraguay                                  | 1 – 1                                               | Oefeninterland                                      |                                                     |
| 3                                                   | 18.07.1979                                          | Bolivia – Argentinië                                | 2 – 1                                               | Copa América 1979                                   |                                                     |
| 4                                                   | 26.07.1979                                          | Bolivia – Brazilië                                  | 2 – 1                                               | Copa América 1979                                   |                                                     |
| 5                                                   | 01.08.1979                                          | Paraguay – Bolivia                                  | 2 – 0                                               | Copa Paz del Chaco                                  |                                                     |
| 6                                                   | 08.08.1979                                          | Argentinië – Bolivia                                | 3 – 0                                               | Copa América 1979                                   |                                                     |
| 7                                                   | 16.08.1979                                          | Brazilië – Bolivia                                  | 2 – 0                                               | Copa América 1979                                   |                                                     |
| 8                                                   | 02.07.1980                                          | Bolivia – Polen                                     | 0 – 1                                               | Oefeninterland                                      |                                                     |
| 9                                                   | 26.08.1980                                          | Bolivia – Paraguay                                  | 1 – 1                                               | Copa Paz del Chaco                                  |                                                     |
| 10                                                  | 28.08.1980                                          | Bolivia – Paraguay                                  | 1 – 3                                               | Oefeninterland                                      |                                                     |
| 11                                                  | 18.09.1980                                          | Paraguay – Bolivia                                  | 2 – 1                                               | Copa Paz del Chaco                                  |                                                     |
| 12                                                  | 09.11.1980                                          | Bolivia – Uruguay                                   | 1 – 3                                               | Oefeninterland                                      |                                                     |
| 13                                                  | 30.11.1980                                          | Bolivia – Finland                                   | 3 – 0                                               | Oefeninterland                                      |                                                     |
| 14                                                  | 04.12.1980                                          | Bolivia – Finland                                   | 2 – 2                                               | Oefeninterland                                      |                                                     |
| 15                                                  | 11.12.1980                                          | Uruguay – Bolivia                                   | 5 – 0                                               | Oefeninterland                                      |                                                     |
| 16                                                  | 25.01.1981                                          | Bolivia – Tsjecho-Slowakije                         | 2 – 1                                               | Oefeninterland                                      |                                                     |
| 17                                                  | 29.01.1981                                          | Bolivia – Tsjecho-Slowakije                         | 2 – 5                                               | Oefeninterland                                      |                                                     |
| 18                                                  | 01.02.1981                                          | Bolivia – Bulgarije                                 | 1 – 3                                               | Oefeninterland                                      |                                                     |
| 19                                                  | 09.02.1981                                          | Bolivia – Roemenië                                  | 1 – 1                                               | Oefeninterland                                      |                                                     |
| 20                                                  | 15.02.1981                                          | Bolivia – Venezuela                                 | 3 – 0                                               | WK-kwalificatie                                     |                                                     |
| 21                                                  | 22.02.1981                                          | Bolivia – Brazilië                                  | 1 – 2                                               | WK-kwalificatie                                     |                                                     |
| 22                                                  | 15.03.1981                                          | Venezuela – Bolivia                                 | 1 – 0                                               | WK-kwalificatie                                     |                                                     |
|                                                     |                                                     |                                                     |                                                     |                                                     |                                                     |
| 23                                                  | 14.06.1991                                          | Bolivia – Paraguay                                  | 0 – 1                                               | Copa Paz del Chaco                                  |                                                     |
| 24                                                  | 16.06.1991                                          | Paraguay – Bolivia                                  | 0 – 0                                               | Copa Paz del Chaco                                  |                                                     |
| 25                                                  | 07.07.1991                                          | Bolivia – Uruguay                                   | 1 – 1                                               | Copa América                                        |                                                     |
| 26                                                  | 09.07.1991                                          | Bolivia – Brazilië                                  | 1 – 2                                               | Copa América                                        |                                                     |
| 26                                                  | 11.07.1991                                          | Bolivia – Colombia                                  | 0 – 0                                               | Copa América                                        |                                                     |
| 27                                                  | 13.07.1991                                          | Bolivia – Ecuador                                   | 0 – 4                                               | Copa América                                        |                                                     |
|                                                     |                                                     |                                                     |                                                     |                                                     |                                                     |
| 28                                                  | 01.06.2004                                          | Bolivia – Paraguay                                  | 2 – 1                                               | WK-kwalificatie                                     |                                                     |
| 29                                                  | 05.06.2004                                          | Ecuador – Bolivia                                   | 3 – 2                                               | WK-kwalificatie                                     |                                                     |
| 30                                                  | 06.07.2004                                          | Peru – Bolivia                                      | 2 – 2                                               | Copa América                                        |                                                     |
| 31                                                  | 09.07.2004                                          | Colombia – Bolivia                                  | 1 – 0                                               | Copa América                                        |                                                     |
| 32                                                  | 12.07.2004                                          | Venezuela – Bolivia                                 | 1 – 1                                               | Copa América                                        |                                                     |
| 33                                                  | 05.09.2004                                          | Brazilië – Bolivia                                  | 3 – 1                                               | WK-kwalificatie                                     |                                                     |
| 34                                                  | 09.10.2004                                          | Bolivia – Peru                                      | 1 – 0                                               | WK-kwalificatie                                     |                                                     |
| 35                                                  | 12.10.2004                                          | Bolivia – Uruguay                                   | 0 – 0                                               | WK-kwalificatie                                     |                                                     |
| 36                                                  | 13.11.2004                                          | Guatemala – Bolivia                                 | 1 – 0                                               | Oefeninterland                                      |                                                     |
| 37                                                  | 17.11.2004                                          | Colombia – Bolivia                                  | 1 – 0                                               | WK-kwalificatie                                     |                                                     |

## Erelijst
Club Bolívar
- Liga de Boliviano

1968, 1969
 The Strongest
- Liga de Boliviano

1974
 Bayern München
- DFB-Pokal

1966